# Evangelisch-Augsburgische Kirche in Polen

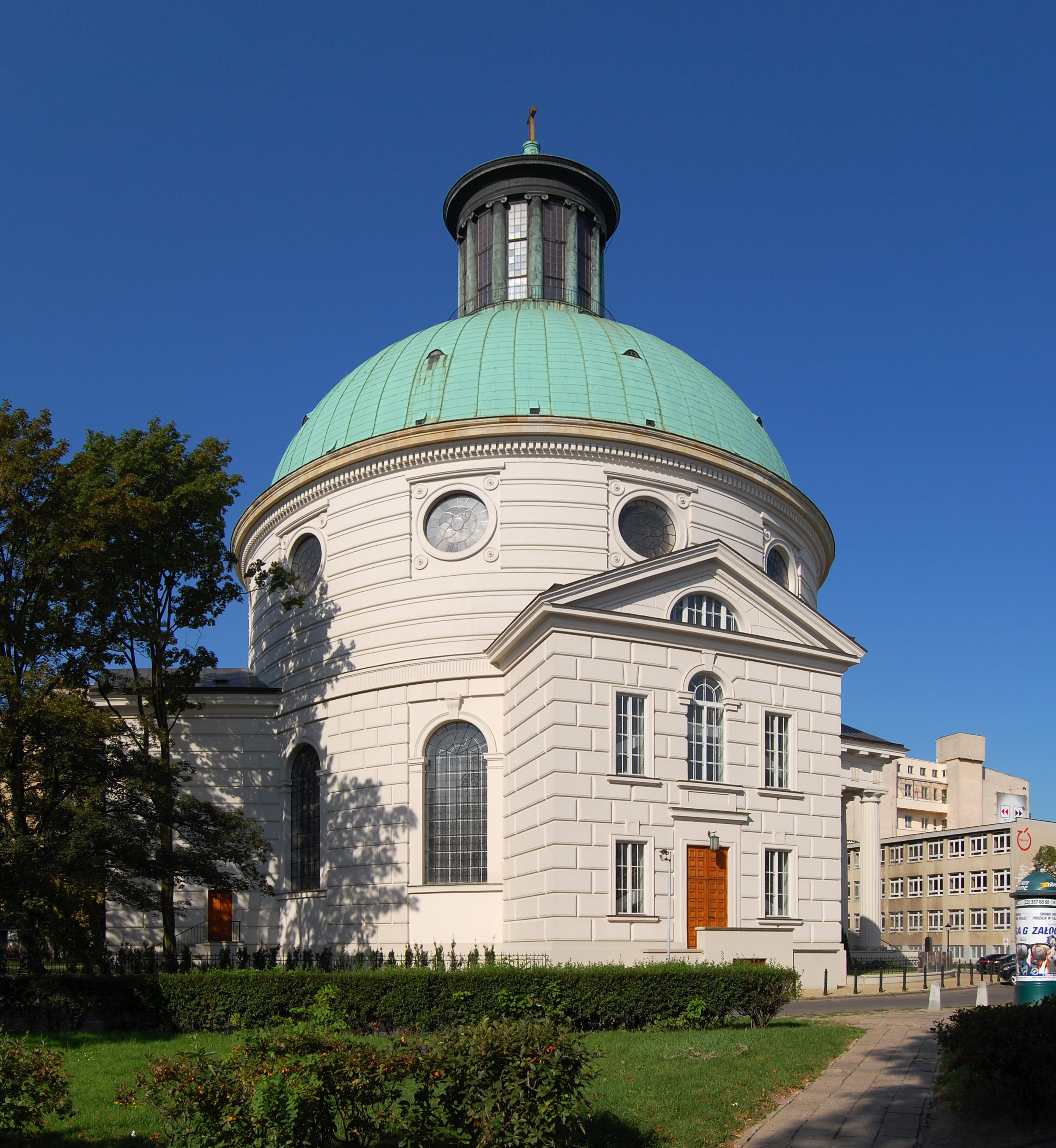
Dreifaltigkeitskirche in Warschau

Die Evangelisch-Augsburgische Kirche in Polen (polnisch Kościół Ewangelicko-Augsburski w Polsce) ist eine evangelisch-lutherische Kirche mit Sitz in Warschau. Sie hat etwa 61.000 Mitglieder und ist Mitglied im Lutherischen Weltbund, in der Gemeinschaft Evangelischer Kirchen in Europa und im Ökumenischen Rat der Kirchen und gehört zum Polnischen Ökumenischen Rat. Sie wurde 1945 als Nachfolgerin vorheriger evangelisch-lutherischer Kirchen in Polen gegründet.
Laut der polnischen Volkszählung 2021 beträgt die Zahl der Lutheraner 65.407 Personen, was etwa 0,17 % der Gesamtbevölkerung entspricht.

## Name
Der Name der polnischen evangelisch-augsburgischen Kirche nimmt Bezug auf die von Philipp Melanchthon für den Reichstag zu Augsburg im Jahre 1530 verfasste „Confessio Augustana“, die zusammen mit der Apologie Melanchthons die Grundlage der evangelisch-lutherischen Lehre formuliert.

## Kirchenstruktur

### Organisation

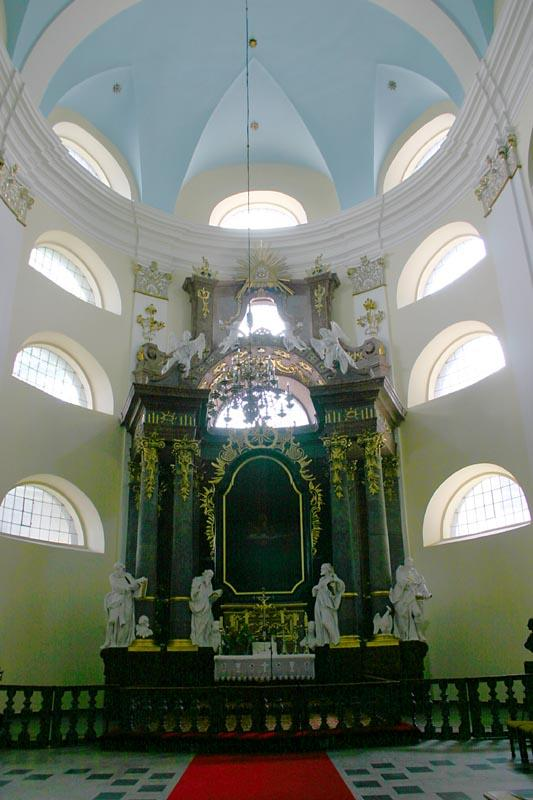
Der Altar der evangelisch-augsburgischen Gnadenkirche in Teschen

Zur Evangelisch-Augsburgischen Kirche in Polen gehören heute etwa 61.000 Gemeindeglieder, von denen die Mehrheit im Teschener Schlesien wohnt. 149 Geistliche betreuen 133 Gemeinden, die in sechs Diözesen zusammengefasst sind.

### Leitendes Bischofsamt
Das geistliche Oberhaupt der Kirche ist der Leitende Bischof der Evangelisch-Augsburgischen Kirche in Polen. Er ist auch Präses des Konsistoriums. Amtsinhaber ist Jerzy Samiec. Bischofssitz ist Warschau (00-246 Warszawa, ul. Miodowa 21). Die dortige Dreifaltigkeitskirche (Kościół Św. Trójcy) ist die Haupt- und Bischofskirche.
Amtsinhaber
Die Bezeichnung „Bischof“ wurde erst 1938 eingeführt; zuvor war die Amtsbezeichnung Generalsuperintendent, und „Bischof“ war nur ein Ehrentitel.
1. 1849–1874: Adolf Theodor Julius Ludwig
2. 1875–1895: Paul Woldemar von Everth (m.d. Ehrentitel „Bischof“)
3. 1895–1904: Karl Gustav Manitius
4. 1904–1942: Juliusz Bursche
5. 1945–1951: Jan Szeruda
6. 1951–1959: Karol Kotula
7. 1959–1975: Andrzej Wantuła
8. 1975–1991: Janusz Narzyński
9. 1991–2001: Jan Szarek
10. 2001–2010: Janusz Jagucki
11. 2010–0000: Jerzy Samiec

### Synode
Die erste Synode nach dem Zweiten Weltkrieg tagte im Jahr 1950. Die Synode, deren Amtszeit fünf Jahre beträgt, entscheidet über alle wichtigen Angelegenheiten der Kirche, setzt die Ziele und wacht über die Rechtgläubigkeit. Sie ist Verfasserin aller Gesetze und Ordnungen der Kirche, die die Tätigkeit auf Gemeindeebene, der Diözesanebene und der Gesamtkirche regeln.
Nach jahrelangem Ringen wurde im Oktober 2021 von der Synode die Verfassung dahingehend geändert, dass auch Frauen als Pfarrerin ordiniert werden können.
Präsides der Synode
1. 1950–1952: Karol Kotula
2. 1952–1957: Zygmunt Michelis
3. 1957–1965: Woldemar Gastpary
4. 1965–1975: Bischof Andrzej Wantuła
5. 1975–1991: Bischof Janusz Narzyński
6. 1991–1992: Bischof Jan Szarek
7. 1992–1995: Manfred Uglorz
8. 1995–1998: Andrzej Hauptman
9. 1998–2002: Tadeusz Szurman
10. 2002–2007: Jan Gross
11. 2007–2009: Jerzy Samiec
12. 2009–2012: Waldemar Pytel
13. 2012–2017: Grzegorz Giemza
14. 2017–0000: Adam Malina

### Konsistorium
Das Konsistorium übt die höchste Verwaltungs- und Administrationsgewalt aus. Sitz ist Warschau (00-246 Warszawa, ul. Miodowa 21). Vorsitzender des Konsistoriums ist der Leitende Bischof, stellvertretender Vorsitzender ist augenblicklich Adam Pastucha.

### Diözesen/Diözesanbischöfe
In territorialer und in administrativer Hinsicht ist die Evangelisch-Augsburgische Kirche in sechs Diözesen aufgeteilt. Jede Diözese wird durch eine Diözesansynode mit dem Diözesanbischof und dem Diözesanrat vertreten. Der Diözesanbischof ist das Oberhaupt aller in der Diözese arbeitenden Geistlichen.
Es gibt folgende Diözesen:
- Diözese Breslau (Wrocław), Bischof Waldemar Pytel in Breslau
- Diözese Katowice, Bischof Marian Niemiec in Kattowitz
- Diözese Masuren (Mazurska), Bischof Paweł Hause in Allenstein
- Diözese Pommern-Großpolen (Pomorsko-Wielkopolska), Bischof Marcin Hintz in Zoppot
- Diözese Teschen (Cieszyn), Bischof Adrian Korczago in Bielsko-Biała
- Diözese Warschau (Warszawa), Bischof Jan Cieślar in Pabianice

### Gemeinden
Die administrative Grundeinheit der Evangelisch-Augsburgischen Kirche ist die Gemeinde (polnisch: „parafia“), die als örtliche Kirche alle Merkmale der Kirche Jesu Christi besitzt. Sie ist das Volk Gottes und zum Zeugnis des Glaubens berufen. Die geistlichen Leiter der Gemeinden sind die Pfarrer.
Die meisten lutherischen Gemeinden gibt es im Teschener Schlesien. Dort lebt insgesamt etwa die Hälfte der Gläubigen. Darüber hinaus gibt es kleinere Gemeinden in Oberschlesien und in Masuren. Die übrigen Gemeinden sind in den großen Städten ansässig.
Evangelische polnischsprachige Gemeinden, die zur Evangelisch-Augsburgischen Kirche in Polen gehören, gibt es auch im Ausland. Gottesdienste in polnischer Sprache werden regelmäßig in England, Deutschland, Kanada, Irland und den Niederlanden gehalten.

## Einrichtungen/Dienste
- Gustav-Adolf-Bruderhilfe[9]

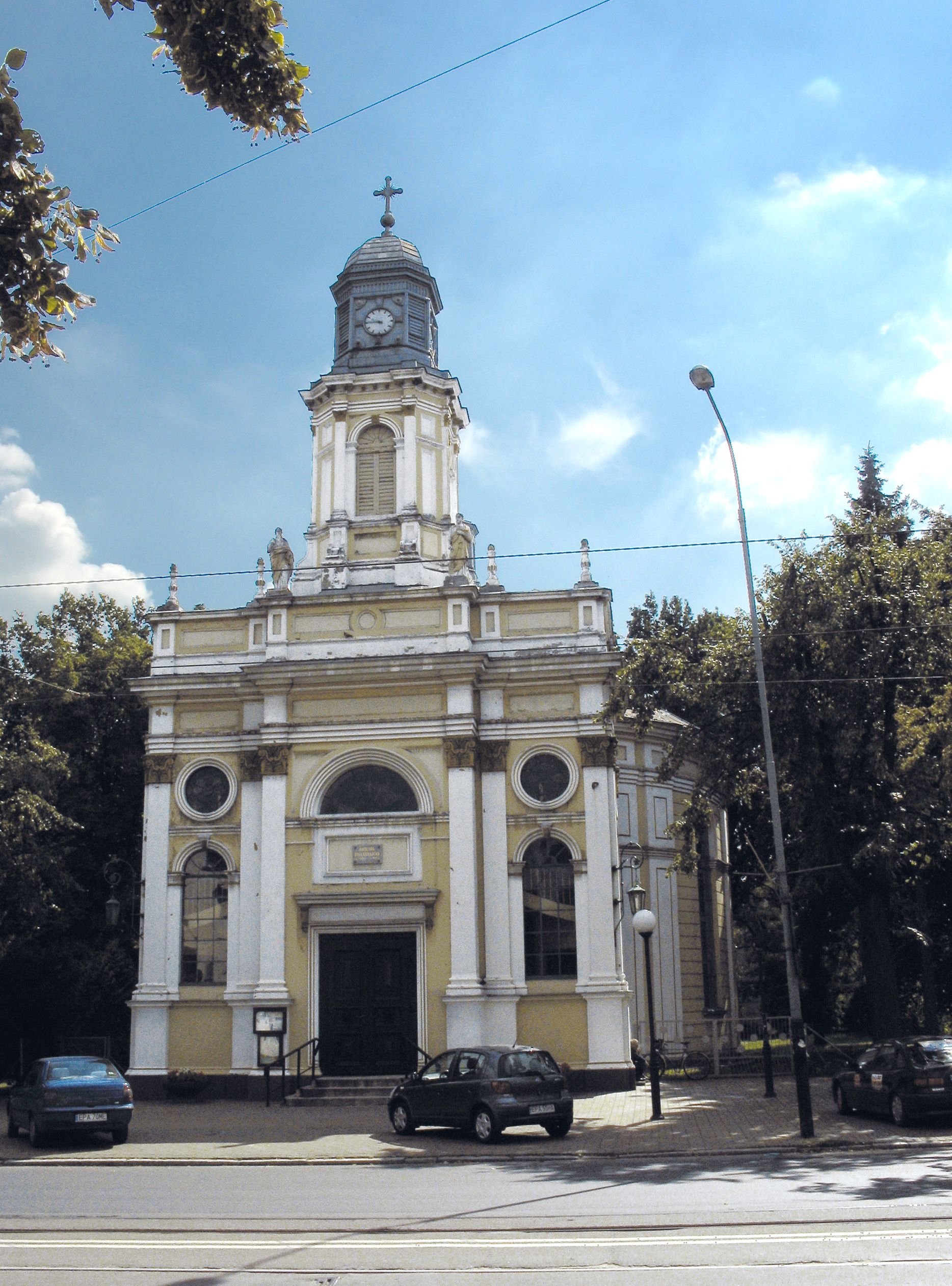
Die evangelisch-augsburgische St.-Peter-und-Paul-Kirche in Pabianice

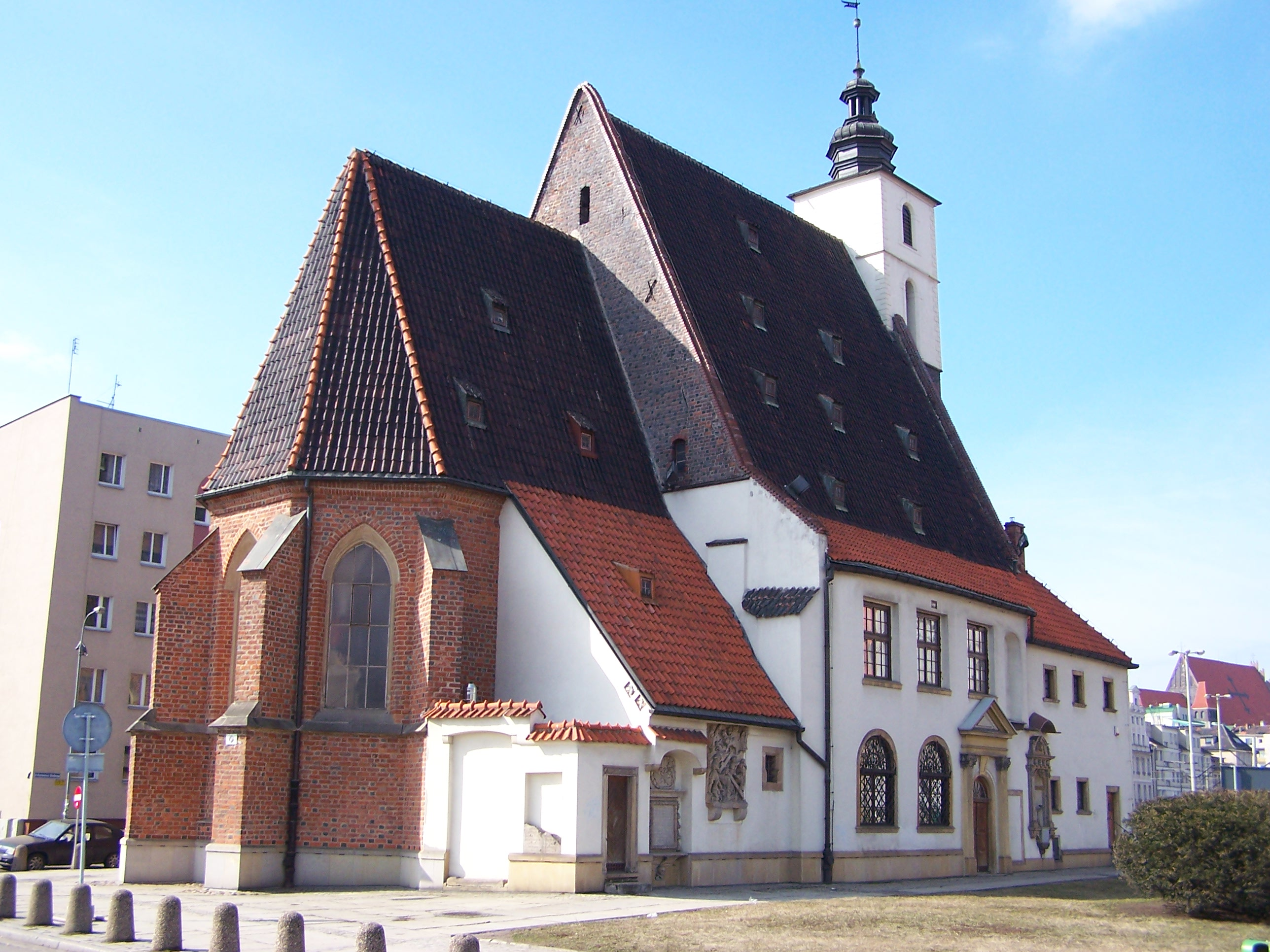
Die evangelische Christophorikirche in Breslau

- Polnische Evangelische Gesellschaft[9]
- Gesellschaft für pastorale Beratung und Psychologie[9]
- Vereinigung von Pfarrern und Katecheten[9]
- Diakonie der Evangelisch-Augsburgischen Kirche in Polen; Präses ist Bischof Ryszard Bogusz (Breslau), Generaldirektorin ist Wanda Falk.
- Diakonissen-Mutterhaus Eben-Ezer in Dzięgolów bei Teschen
- Zentrum für Mission und Evangelisation der Evangelisch-Augsburgischen Kirche in Polen
- Zentrum für Mediation und Beratung[10]
- Verein Evangelischer Unternehmer (Stowarzyszenie Przedsiębiorców Ewangelickich – SPE)
- Seelsorgedienste der Evangelisch-Augsburgischen Kirche in Polen:
  - Jugendseelsorge
  - Militärseelsorge[11]
  - Polizeiseelsorge
  - Feuerwehrseelsorge[12]
  - Seelsorge für Motorradfahrer[12]
  - Internetseelsorge[13]
  - Gefängnisseelsorge
  - Seelsorge im Ausland[12]
  - Gehörlosenseelsorge[12]
  - Hochschulseelsorge[12]
- Christlich-Theologische Akademie in Warschau
- Augustana-Verlag in Bielitz (Bielsko-Biała)
- Zwiastun Ewangelicki (Evangelischer Bote, Halbmonatszeitschrift, erscheint seit 1863)

## Arbeitsschwerpunkte
- Bekanntmachung der kirchlichen Angebote und Bündelung auf einer Homepage „Kirche im Netz“.[14]
- Vorbereitung und Durchführung der Vollversammlung des Lutherischen Weltbundes in Krakau 2023.[15]
- Evangelisation mit Einzelveranstaltungen, Kirchentagen, Missionsfesten und der zentralen Evangelisationswoche in Dzięgielów (Diözese Teschen)
- Religionsunterricht in Schulen oder – während der Ferien – in „Tagen der guten Nachricht“ für Kinder und Sommerlager für Jugendliche
- Sorge für Alleinstehende und Kranke in Pflegeheimen in Dzięgelów, Bielitz (Bielsko-Biała), Beuthen-Mechtal (Bytom-Miechowice), Breslau (Wrocław), Konstancin, Węgrów, Zagórów, Nikolaiken (Mikołajki) und Ukta.

## Ökumene
Die Evangelisch-Augsburgische Kirche in Polen gehört seit 1947 dem Lutherischen Weltbund (LWB) an, einer Gemeinschaft von etwa 150 lutherischen Kirchen in mehr als 70 Nationen. Außerdem ist sie Mitglied der Gemeinschaft Evangelischer Kirchen in Europa und des Ökumenischen Rates der Kirchen.
Zwischen der Evangelisch-Augsburgischen Kirche, der Evangelisch-reformierten Kirche und der Evangelisch-methodistischen Kirche in Polen besteht eine Kanzel- und Abendmahlsgemeinschaft.
Die Evangelisch-Augsburgische Kirche ist außerdem Mitglied des Polnischen Ökumenischen Rates, zu dem sich bereits 1946 die Minderheitskirchen Polens zusammengeschlossen haben.
Mit der römisch-katholischen Kirche Polens gibt es eine – immer noch ausbauwürdige – Zusammenarbeit.

## Partnerschaften
Es gibt Partnerschaften zwischen der Evangelisch-Augsburgischen Kirche in Polen und deutschen Landeskirchen:
- Evangelische Kirche in Hessen und Nassau (EKHN)[16]
- Evangelische Kirche von Westfalen (EKVW)

Zudem bestehen Partnerschaften zwischen polnischen Diözesen und deutschen Landeskirchen:
- Diözese Breslau und Diözese Pommern-Großpolen mit der Evangelisch-Lutherischen Kirche in Norddeutschland[17]
- Diözese Breslau mit der Evangelischen Kirche Berlin-Brandenburg-schlesische Oberlausitz

Darüber hinaus gibt es Partnerschaften zu folgenden Kirchen:
- Lutherische Synode der Protestantischen Kirche in den Niederlanden
- Diözese Uppsala der Schwedischen Kirche
- Evangelische Kirche Augsburgischen Bekenntnisses in der Slowakei
- Schlesische Evangelische Kirche A.B. in der Tschechischen Republik
- Deutsche Evangelisch-Lutherische Kirche in der Ukraine
- Synode Oregons der Evangelisch-Lutherischen Kirche in Amerika

## Geschichte

### Lutherische Gemeinden im 16. Jahrhundert
Wahrscheinlich wurden bereits 1518 die ersten lutherischen Predigten in Danzig gehalten. In den folgenden Jahren bildeten sich lutherische Gemeinden zuerst in den Städten Königlich-Preußens (Danzig, Thorn, Elbing) mit überwiegend deutscher Bevölkerung und in den größeren Städten Großpolens. Getragen wurde sie von Bürgern, Gelehrten, einigen Adligen und Teilen der einfachen Bevölkerung. Im Herzogtum Preußen, das lehnsrechtlich zum Königreich Polen gehörte, führte Herzog Albrecht bereits 1525 als erster Landesherr überhaupt die Reformation ein. Auch im Herzogtum Pommern, das damals zum römisch-deutschen Reich gehörte, wurde 1534 die Reformation eingeführt.
Der polnische König Sigismund I. versuchte mit mehreren Edikten reformatorische Aktivitäten im Königreich Polen zu unterbinden.
Nach 1548 verbesserten sich die öffentlichen Betätigungsmöglichkeiten für Protestanten in Polen unter dem neuen König Sigismund II. August. Weitere Adlige traten zum lutherischen Bekenntnis über und bildeten mit den reformierten (calvinistischen) Vertretern sogar eine Mehrheit im Sejm.
1573 wurde das Toleranzedikt der Konföderation von Warschau verabschiedet, das allen Personen in Polen-Litauen volle Religionsfreiheit gewährleistete.
1555 kam es in Kozminek zu einer Vereinigungssynode von Reformierten und Böhmischen Brüdern; dem Zusammenschluss folgten bald die Lutheraner. Insgesamt kam es jedoch nicht zu einer dauerhaften Einigung.

### Gegenreformation im 17. und 18. Jahrhundert
Seit 1575 stellten sich die Könige wieder eindeutig auf die katholische Seite und drängten die protestantischen Gemeinden in Polen-Litauen zurück.
1717 wurde deren Religionsausübung auch gesetzlich eingeschränkt. 1724 kam es in Thorn zu Hinrichtungen widerständiger Lutheraner.
Die Konföderation von Thorn suchte 1767 die Forderungen der lutherischen und reformierten (calvinistischen) Adligen zu formulieren, was mit zum Warschauer Traktat von 1768 führte, das ihnen wieder weitgehende Religionsfreiheit zusicherte. In dieser Zeit entstand die Dreifaltigkeitskirche in Warschau, in der wieder lutherische Gottesdienste stattfinden konnten.

### Lutherische Gemeinden außerhalb Polen-Litauens
Auf schlesischem Gebiet gestattete der Kaiser des Heiligen Römischen Reiches Joseph I. als Herzog von Schlesien und König von Böhmen im Vertrag von 1707 den Bau von sechs Kirchen, den so genannten „Gnadenkirchen“ in Freystadt (heute polnisch: Kożuchów), Hirschberg (Jelenia Góra), Landeshut (Kamienna Góra), Militsch (Milicz), Sagan (Żagań) und Teschen (Cieszyn). Maria Theresia gewährte deutschsprachigen lutherischen Kolonisten die Niederlassung in den Ländern Ost-Galiziens und erlaubte ihnen 1775, evangelische Gottesdienste in ihren Häusern zu feiern. Ihr Sohn Joseph II. erließ am 3. Oktober 1781 ein Toleranzpatent, wodurch Protestanten und Katholiken gleichgestellt wurden und protestantische Kirchen Rechtspersönlichkeit erhielten. In Teschen wurde ein Konsistorium für die Kirchengemeinden des Augsburgischen und Helvetischen Bekenntnisses gebildet, das 1784 nach Wien verlegt wurde.

### Evangelische Kirche Kongresspolens 1845–1918
Siehe auch: Liste evangelisch-augsburgischer Gemeinden in Kongresspolen
Nach den Teilungen war Polen unter den Preußen, Russland und Österreich aufgeteilt worden. Der Zuzug evangelischer Bauern und Handwerker aus Europa, insbesondere aus Brandenburg, im 19. Jahrhundert förderte nicht nur die Industrie und Landwirtschaft in Polen, sondern auch den Protestantismus.
1845 wurde die Evangelische Kirche Kongresspolens gebildet. 1888 wurde die Kirchenagende vom Warschauer Konsistorium herausgegeben, 1891 die ganze Agende in polnischer Sprache.

### Evangelisch-Augsburgische Kirche in Polen 1919–1939
Mit Gründung der Zweiten Polnischen Republik wurde 1919 die Evangelisch-Augsburgische Kirche in Polen gebildet. Generalsuperintendent blieb Juliusz Bursche.
1920 wurde die Evangelisch-Theologische Fakultät der Universität Warschau gegründet.
Die evangelischen Kirchengemeinden der vormaligen Kirchenprovinz Posen, die bis dahin zur Evangelischen Kirche der altpreußischen Union gehört hatte, wurden als Unierte Evangelische Kirche in Polen (Kościół Ewangelicko-Unijny w Polsce) unter Generalsuperintendent Paul Blau selbständig. Dem staatlich oktroyierten Versuch, die Kirche dem Warschauer Konsistorium zu unterstellen, widersetzte sich die Unierte Evangelische Kirche.
Die bis dahin altpreußischen Kirchengemeinden in der Woiwodschaft Pommerellen schlossen sich 1923 dieser Unierten Evangelischen Kirche mit dann 290.470 Mitgliedern (Stand 1936) und Sitz in Posen an. Zugewanderte polnischsprachige Lutheraner aus den vormals zu Russland und Österreich gehörenden Teilen Polens gründeten einzelne lutherische Kirchengemeinden in Bromberg, Dirschau, Gdingen, Graudenz, Posen und Thorn, die zur Evangelisch-Augsburgischen Kirche in Polen gehörten und in Freundschaft zu den Altlutheranern standen, die ihnen Gastrecht in ihren Kirchen gewährten.
Die vormals zur Evangelisch-Lutherischen Kirche in Preußen gehörigen Altlutheraner im polnischen Abtretungsgebiet der ehemaligen Provinzen Posen und Westpreußen, etwa 4.000 meist deutschsprachige Mitglieder, bildeten 1920 die Evangelisch-Lutherische Kirche in Polen (Kościół Ewangelicko-Luterański w Polsce; ab 1926 Evangelisch-Lutherische Kirche in Westpolen/Kościół Ewangelicko-Luterański w Polsce Zachodniej in Abgrenzung zur Evangelisch-Augsburgischen Kirche in Polen). Nach Posen und Pommerellen zuziehende deutschsprachige lutherische Polen aus Galizien und vormals Russisch Polen schlossen sich oft den Altlutheranern an.
Die 17 evangelischen Kirchengemeinden der Kirchenprovinz Schlesien im 1922 abgetretenen Ostoberschlesien bildeten 1923 die Unierte Evangelische Kirche in Polnisch Oberschlesien (Kościół Ewangelicko-Unijny na Polskim Górnym Śląsku) mit etwa 30.000 Mitgliedern und Sitz in Kattowitz. Die vorher zur Evangelischen Kirche A. u. H. B. in Österreich gehörenden Kirchengemeinden in Polen bildeten 1920 die Evangelische Kirche A. u. H. B. in Kleinpolen (Kościoł Ewangelicki Augsburskiego i Helweckiego Wyznania w Małopolsce) mit drei lutherischen regional zuständigen und einem reformierten Seniorat und unter einem Superintendenten, zuletzt Theodor Zöckler, mit insgesamt gut 33.000 Mitgliedern. 1923 traten die meist polnischsprachigen Lutheraner des Krakauer Gebiets und des polnischen Teils des Teschener Landes zur Evangelisch-Augsburgischen Kirche in Polen über.
In den 1920er Jahren umfasste die Evangelisch-Augsburgische Kirche in Polen etwa 400.000 Mitglieder, etwa 1,3 Prozent der damaligen polnischen Bevölkerung.

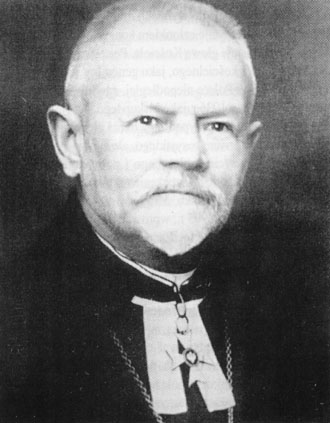
Der Generalsuperintendent der Evangelisch-Augsburgischen Kirche in Polen Juliusz Bursche (um 1938)

Es gab im Jahr 1937 sieben Diözesen, an deren Spitze der Senior als geistliches Oberhaupt stand:
1. Warschau
2. Kalisch
3. Petrikau
4. Plock
5. Nordosten
6. Schlesien (Sitz: Ustron)
7. Posen-Pommern

Im Jahr 1938 gab es schon 10 Diözesen: Warschau, Plock, Kalisch, Piotrkau, Lublin, Lodz, Wolyhnien, Wilna, Schlesien und Großpolen. Im Jahr 1939 war die Evangelisch-Augsburgische Kirche in Polen im damaligen Staatsgebiet in 118 Gemeinden mit 40 Filialkirchen unterteilt. Es amtierten 179 Pastoren, und als Religionslehrer u. a. waren außerdem 41 Geistliche tätig.

### Evangelisch-Lutherische Kirchen in Polen 1939–1945

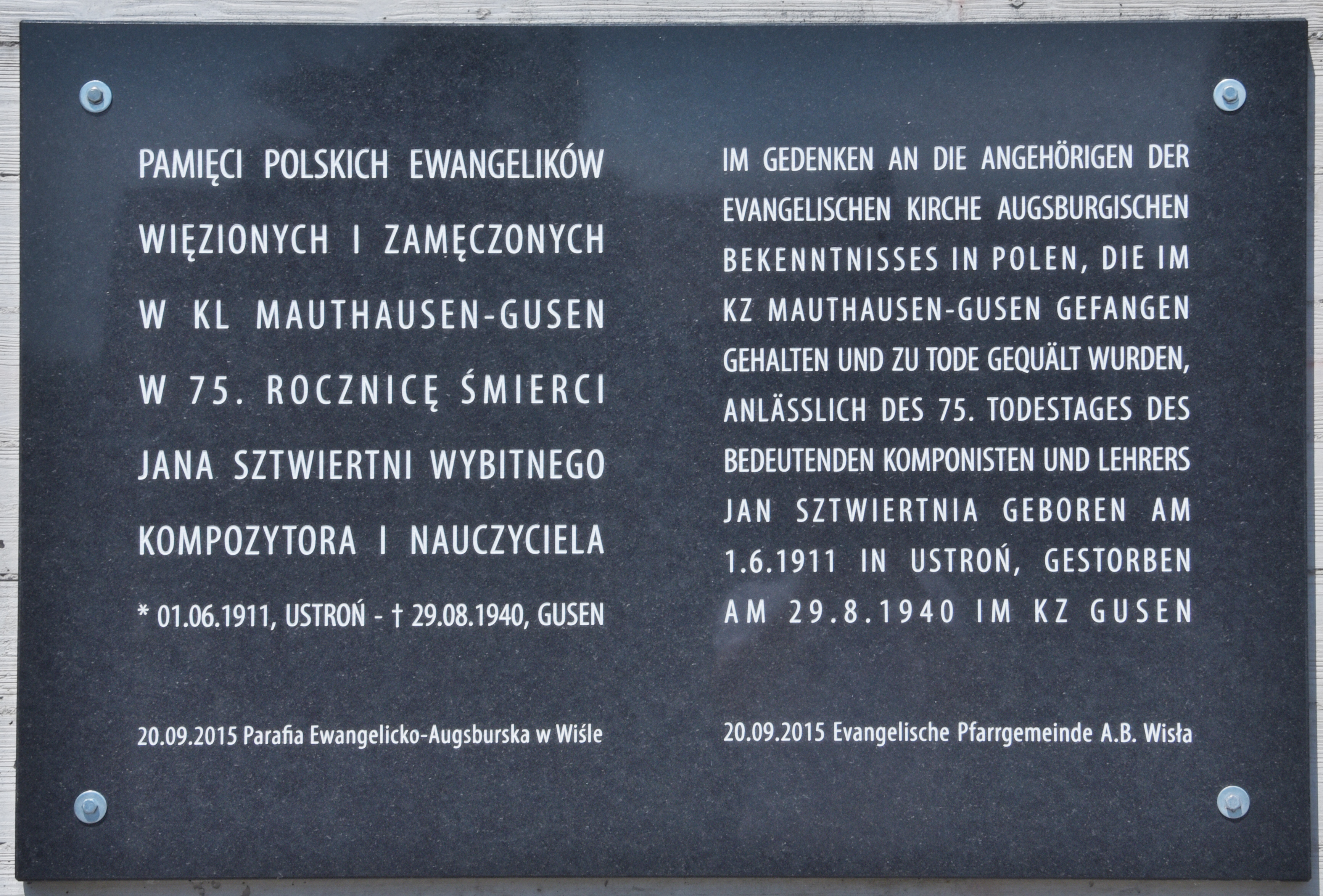
Gedenktafel zur Erinnerung der im Konzentrationslager Mauthausen-Gusen ermordeten Angehörigen der Evangelisch-Augsburgischen Kirche in Polen, insbesondere des Komponisten und Lehrers Jan Sztwiertnia (1911–1940)

Ende 1939 wurde die Evangelisch-Augsburgische Kirche in Polen aufgelöst. In den Konzentrationslagern und Gefängnissen kamen etwa 30 Prozent der evangelischen Geistlichen ums Leben, unter ihnen auch der langjährige Landesbischof Juliusz Bursche.
Im Reichsgau Wartheland durften ab 1941 Kirchen nur als Vereine im Sinne juristischer Personen privaten Rechts existieren. Es entstanden
- die Posener evangelische Kirche deutscher Nationalität im Wartheland
- die Litzmannstädter evangelische Kirche deutscher Nationalität im Wartheland
- die Evangelisch-lutherische Kirche deutscher Nationalität im Wartheland
- sowie entsprechend die evangelische Kirche deutscher Nationalität im Generalgouvernement.

Polen durften im Wartheland nicht Mitglied einer Kirche sein.

### Evangelisch-Augsburgische Kirche in Polen 1945–1989
1945 änderte sich die Situation der Evangelisch-Augsburgischen Kirche. Mit den Deutschen verließen etwa 75 Prozent der lutherischen Christen das Land; in den neuen Gebieten Schlesien, Pommern, Ostpreußen und Ostbrandenburg wurden die evangelischen Kirchengebäude meist von der katholischen Kirche in Besitz genommen.
Bis in die 1970er Jahre hinein hatte das Bekenntnis zu evangelischen Konfessionen erhebliche gesellschaftliche Diskriminierungen zur Folge. Nicht zuletzt dies war ein Grund für die anhaltende Aussiedlung, die eine weitere Verminderung der Anzahl der Gemeindemitglieder bedeutete.

### Evangelisch-Augsburgische Kirche in Polen seit 1990
Das Verhältnis zwischen dem Staat und der Evangelisch-Augsburgischen Kirche in Polen regelt ein Gesetz, das am 13. Mai 1994 vom polnischen Parlament verabschiedet wurde.
Zu Beginn der 1990er Jahre zählte die Evangelisch-Augsburgische Kirche 90 000 Gläubige. Die neuen gesetzlichen Regelungen führten zur Entstehung verschiedener neuer Formen der kirchlichen Tätigkeit. Die kirchliche Diakonie, die Hilfe für Menschen in Not leistet, wurde gegründet. Die Kirche betreibt Pflegeheime für Erwachsene in Dzięgielów, Konstancin-Jeziorna, Bytom-Miechowice, Mikołajki, Zagórów, Węgrów und Bielsko-Biała. Es gibt Gemeindezentren und Verleihstationen von Rehabilitationsgeräten. Mit der Gründung der Evangelischen Militärseelsorge im Jahr 1995 wurde zu einer Vorkriegstradition zurückgekehrt. Dank der Initiative der evangelischen Bildungsvereine wurden in Breslau, Krakau, Bielsko-Biala, Cieszyn, Olsztyn und Gliwice Grundschulen, Realschulen, Gymnasien und weiterführende Schulen gegründet.
Im April 2016 stimmte eine Mehrheit der Synodalen für die Ordination von Frauen. Allerdings wurde die nötige Zwei-Drittel-Mehrheit verfehlt, sodass die Frauen weiterhin nicht zur Pfarrerin ordiniert wurden. Es gab aber ordinierte Diakoninnen, die auch Sakramente verwalten durften; lediglich die Leitung einer Gemeinde blieb ihnen verwehrt. Auf der Synode am 16. Oktober 2021 stimmten die Delegierten in geheimer Wahl für die Einführung der Frauenordination; dabei wurde die erforderliche Zwei-Drittel-Mehrheit erreicht (45 Pro, 13 Contra, 1 Enthaltung). Die neue Regelung trat am 1. Januar 2022 in Kraft; am 7. Mai 2022 wurden die ersten 9 Pastorinnen in der Trinitatiskirche in Warschau ordiniert.